# Chomutowo
Chomutowo (ros. Хомутово) – osada typu miejskiego w zachodniej Rosji, na terenie obwodu orłowskiego.
Miejscowość leży w rejonie nowodieriewieńkowskim i jest jego ośrodkiem administracyjnym.
Miejscowość liczy 4708 mieszkańców (1 stycznia 2005 r.), tj. ok. 36,2%
populacji rejonu. Osada jest jedynym ośrodkiem miejskim na terenie tej jednostki podziału administracyjnego.
Chomutowo jest lokalnym centrum gospodarczym i kulturalnym. W osadzie znajdują się m.in. zakład przetwórstwa warzyw, mleczarnia i wytwórnia pasz.